# Dolomiti Superski

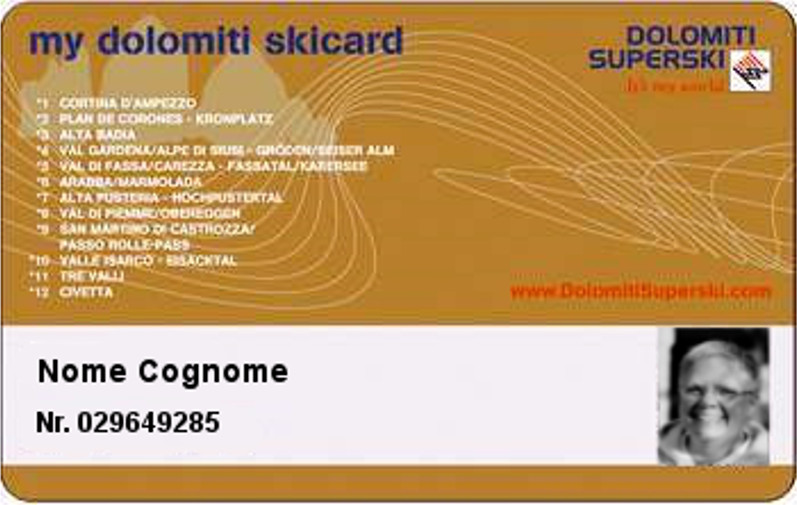
Dolomiti Superski kártya (sípassz)

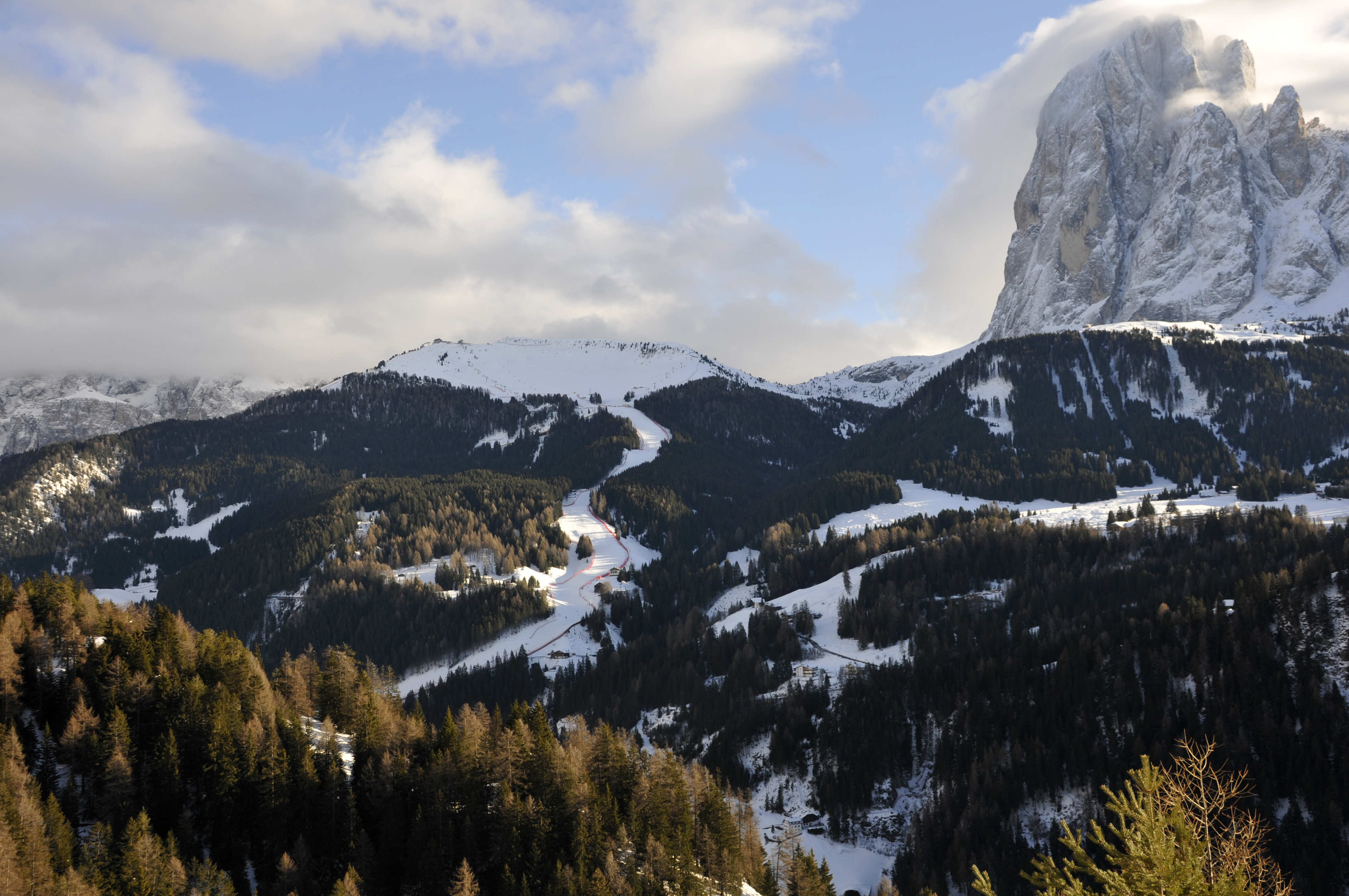
A Saslong nevű sípálya a Grödeni-völgy zónájában, jobbra a Langkofel (Sassolungo) sziklahegy (Dél-Tirol). A pálya a Langkofel lábától, Ciampinoi hegyállomástól indul, Wolkenstein és St. Christina in Gröden közé érkezik a völgybe.

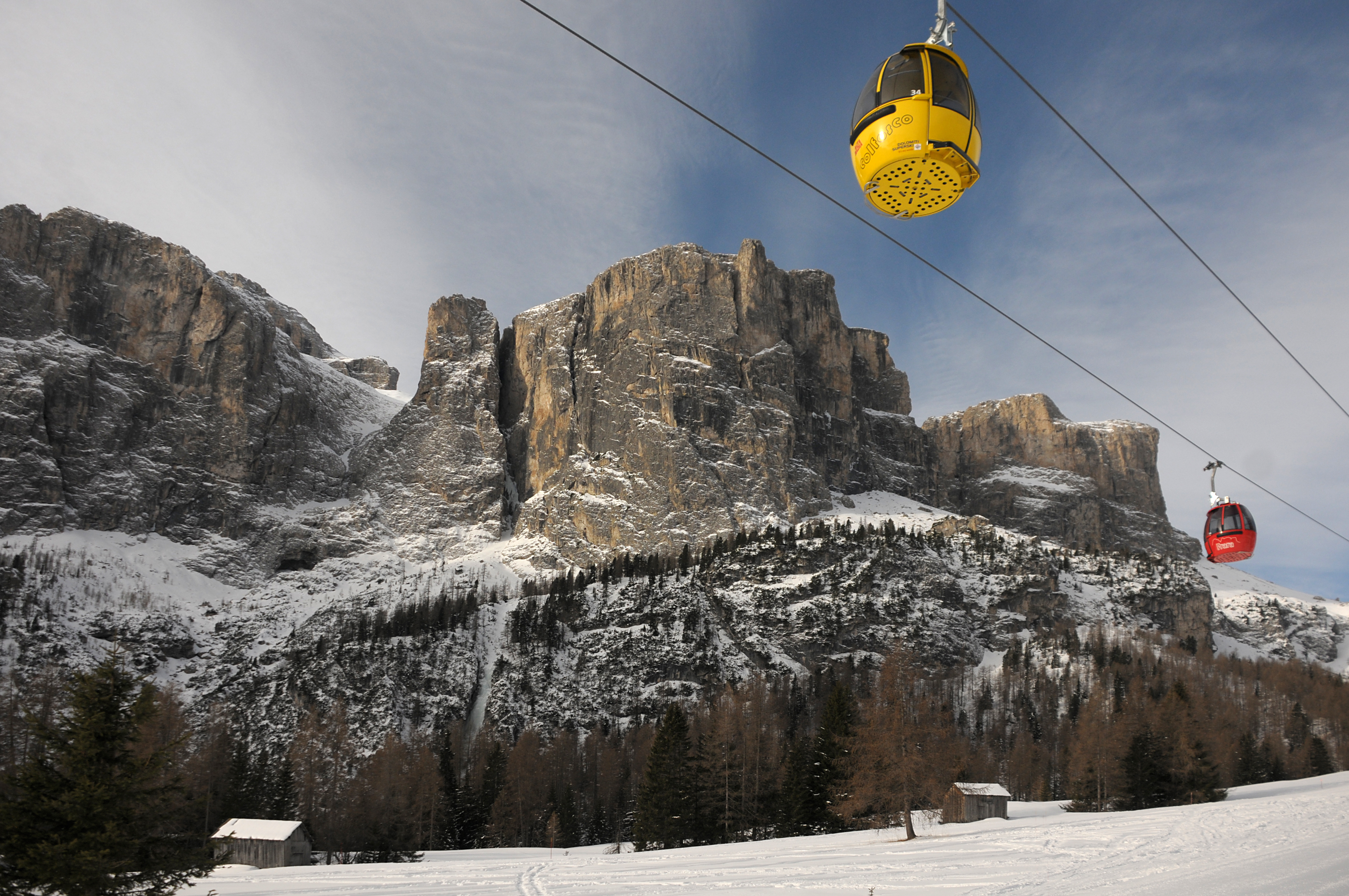
A Grödeni-hágó (Grödner Joch) felé menő kabinos sífelvonó

Dolomiti Superski (teljes olasz nevén Federazione dei Consorzi di Zona degli Imprenditori Esercenti Impianti di Trasporto a Fune Dolomiti Superski, röviden Federconsorzi Dolomiti Superski) egy regionális sípálya-szövetség az olaszországi Dolomitokban, közös jegykiadó és tarifarendszerrel.

## Leírása
A sílifteket működtető vállalkozók koordinációs konzorciumát 1974-ben alapította meg, akkor még hat sízóna részvételével egy milánói ügyvédi iroda. A konzorcium székhelye a dél-tiroli Kastelruth (Castelrotto) községhez tartozó Runggaditsch (Runcadic) frakcióban található. A konzorcium tagjai, a sílifteket és sípályákat működtető vállalkozások teljes vállalkozói önállóságban tevékenykednek (2014-ben 130 tagja volt), maga a Dolomiti Superski szövetség koordinációs feladatokat lát el, központilag kezeli a jegyrendeléseket, eladásokat, szervezi a marketing-munkát. A pénzbevételeket a belső szabályzatban foglalt kulcsok alkalmazásával kiosztja a tagoknak. A kulcsokat úgy alakították ki, hogy a résztvevőket minőségjavításra és tisztes versenyre ösztönözze.
Jelenleg (2015) 12 területi zónára oszlik, melyek egy-egy kiemelt síközpont körül helyezkednek el. Ezek összesen 450 különféle sífelvonót (síliftet, kötélpályát, függővasutat, mozgójárdát stb.) működtetnek, és több, mint 1220 km össz-hosszúságú lesiklópályát kezelnek. Az egész pályarendszer egyetlen közös bérlettel (Dolomiti Superskipass) használható, de az egyes zónákra külön bérleteket is lehet vásárolni, számos változatban különféle időtartamokra, egynapos jegytől az egész síszezonra szól bérletekig. Az egymással összeérő zónák szélső pályái mindkét szomszédos zóna jegyeivel használhatók. A Dolomiti Superski rendszerébe foglalt pályák 1200 és 3269 tszf. m közötti magasságban fekszenek, kedvező hóbiztonságot nyújtva. A pályák 90%-a hóágyúzásra is fel van készítve, több pályát világítással is felszereltek, éjszakai síeléshez.
Az összes zónára érvényes Dolomiti Superski síbérlet Olaszország legnagyobb területre érvényes régióbérlete. A 2013/2014 szezonban egy hatnapos Superski bérlet 262 euróba került, az egész szezonra szóló bérlet ára pedig 770 euró volt.

## Zónái
A Dolomiti Superski szövetség által kezelt síterület (il comprensorio) 12 tarifa-zónára (Talschaft / area sci) tagozódik:
1. Cortina d’Ampezzo (beleértve San Vito di Cadore, Misurina és Auronzo di Cadore községeket)
2. Kronplatz (Plan de Corones)
3. Abtei-völgy (Alta Badia)
4. Grödeni-völgy (Val Gardena) + Seiser Alm (Alpe de Siusi)
5. Fassa-völgy (Val di Fassa) + Karersee (Carezza)
6. Arabba + Marmolada
7. Sexteni-Dolomitok (Dolomiti di Sesto) + Felső-Puster-völgy (Hochpustertal / Alta Pusteria)
8. Fiemme-völgy (Val di Fiemme) + Obereggen
9. San Martino di Castrozza – Rolle-hágó
10. Eisack-völgy (Valle Isarco)
11. Tre Valli (Trevalli) – Moena/Lusia – San Pellegrino/Falcade
12. Civetta (Ski Civetta)

A zónák a Trentino–Alto Adige régió, azaz Dél-Tirol (Bolzano megye) és Trentino (Trento megye) valamint Veneto régió (Belluno megye) területére esnek, a három megye határvonalai a Sella masszívum legmagasabb pontján, a 3152 m magas Piz Boè csúcsán találkoznak.
A Központi-Dolomitokban, a Sella-masszívumot körülvevő völgyekben és hegyoldalakon egy összefüggő pálya- és felvonórendszer épült ki, a Sella Ronda (kb. „Sella-körút”) amely lehetővé teszi a hegycsoport teljes körbesíelését, mindkét irányban. A Sella-kerülés (egy irányban) egy nap alatt, a liftek nyitvatartási idejében reálisan teljesíthető. A Sella Ronda pályái 4 zónán haladnak át (Fassa-völgy, Gröden, Alta Badia és Arabba), a körtúrára több helyen be lehet csatlakozni vagy ki lehet lépni belőle más sízónák felé.

## Érdekesség
Az elektronikus síbérletek tulajdonosai a Dolomiti Superski szövetség internetes honlapján, a „Ski-Performance” oldalon megjeleníthetik a sípályákon előzőleg igénybe vett sílifteket, a pályán lefutott kilométereiket, a teljesített magasság-különbségeket.